# Бурбонне

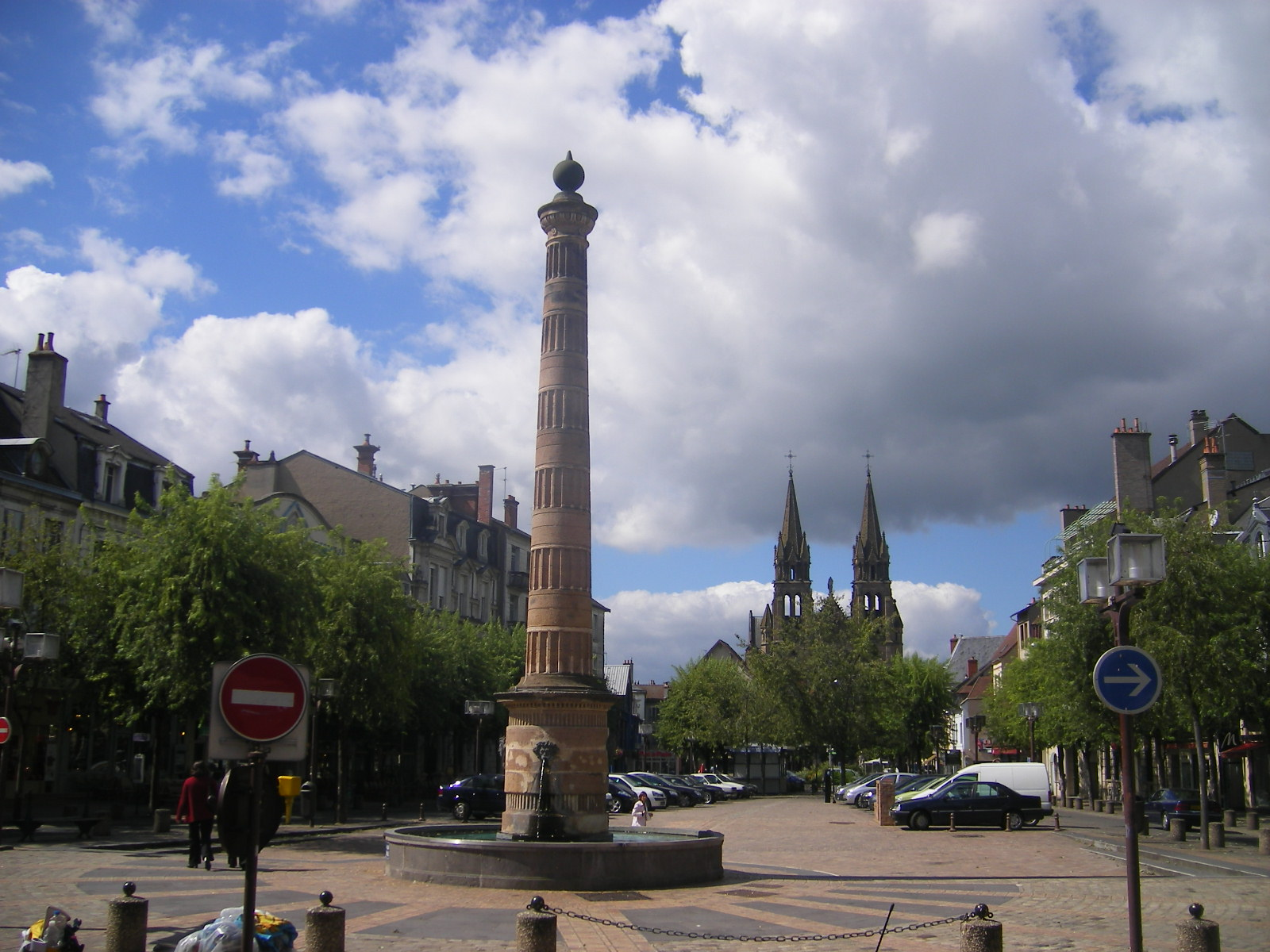
Мулен, столиця Бурбонне

Історичні ландщафти провінції Овернь, на півночі – Бурбонне

Бурбонне — історична провінція Французького королівства в центральній Франції.

## Розташування
Бурбонне простягалося на лівому березі Луари й межувало з такими історичними провінціями:
- Ніверне на півночі,
- Бургундія на північному сході,
- Ліонне на південному сході,
- Овернь на півдні і
- Беррі на заході.

Сьогодні, з головним містом Мулен, Бурбонне переважно входить до департаменту Альє в регіоні Овернь, створеному в 1961 році, який був об’єднаний у регіон Овернь-Рона-Альпи в 2016 році. Решта територій увійшли в департаменти Пюї-де-Дом, Крез (в регіоні Нова Аквітанія ) і Шер (в регіоні Центр-Валь-де-Луар ). До свого розпуску в 1791 році Бурбонне охоплювало 8 039 км² з 285 000 жителями. Окрім колишньої столиці, іншими важливими містами є Монлюсон і Віші. Через регіон протікають річки Луара, Альє та Шер .
Бурбонне поділяється на такі регіони, які досі часто зустрічаються в назвах комунальних асоціацій (фр. communauté de communes ):
- Лімань-Бурбонне на півдні провінції, ліворуч від річки Альє, головне місто Ганнат
- Монтань-Бурбнне на півдні провінції, на правому березі річки Альє, столиця Віші
- Бокаж-Бурбонне на півночі провінції, ліворуч від річки Альє, столиця Монлюсон
- Солонь-Бурбоннез на півночі провінції, на правому березі річки Альє, столиця Мулен

## Історія
У середньвіччі провінція належала до графства Бурж. З середини XIII до кінця XIX століття провінція Бурбонне потрапила під вплив герцога Бургундського, але через жіночу лінію престолонаслідування територія зрештою перейшла у володіння принца Капетингів Робера, молодшого сина короля Людовика IX Святого.